# Cerbăl
Cerbăl – wieś w Rumunii, w okręgu Hunedoara, w gminie Cerbăl. W 2011 roku liczyła 87 mieszkańców.